# Ebnat-Kappel
Ebnat-Kappel és un municipi del cantó de Sankt Gallen (Suïssa), situat al districte de Toggenburg.